# Ad Astra (album)
Pour les articles homonymes, voir Ad Astra.
Albums de Spiritual Beggars
Mantra III
(1998) On Fire
(2002)
Ad Astra est le quatrième album studio du groupe de stoner metal/heavy metal suédois Spiritual Beggars. Il est sorti en 2000 sur le label Music for Nations et a été produit par Fredrik Nordstrom.

## Historique
Cet album fut enregistré en 1999 dans les Studio Fredman & Studio Helikopter (uniquement les parties de mellotron) à Goteborg en Suède. Il est le dernier album avec le chanteur/bassiste Christian "Spice" Sjöstrand, ce dernier préférant se consacrer entièrement à son autre groupe The Mushroom River Band. Il sera remplacé dès l'album suivant au chant par Janne "JB" Christoffersson (en provenance de Grand Magus) et à la basse par Roger Nilsson (The Quill). Le claviériste Per Wiberg devient officiellement le quatrième membre du groupe à partir de cet album.
Le titre de l'album, Ad Astra est une locution latine signifiant "vers les étoiles" et le titre de la chanson Per aspera ad astra signifie "Par des sentiers ardus jusqu'aux étoiles". La version de l'album en digipack contient un titre bonus, Let the Magic Talk. Le 29 juin 2019, cet album fut réédité par Music for Nations, en disque vinyle de couleur pourpre.
Cet album se classa à la 76e place des charts allemands.

## Liste des titres
- Tous les titres sont signés par le groupe (musiques) et Christian "Spice" Sjöstrand (paroles).

| No  | Titre                                           | Auteur | Durée |
| --- | ----------------------------------------------- | ------ | ----- |
| 1.  | Left Brain Ambassadors                          |        | 3:16  |
| 2.  | Wonderful World                                 |        | 4:01  |
| 3.  | Sedated                                         |        | 4:17  |
| 4.  | Angel of Betrayal                               |        | 3:41  |
| 5.  | Blessed                                         |        | 3:31  |
| 6.  | Per Aspera Ad astra                             |        | 4:09  |
| 7.  | Save Your Soul                                  |        | 3:56  |
| 8.  | Until the Morning                               |        | 6:02  |
| 9.  | Escaping the Fools                              |        | 5:24  |
| 10. | On Dark Rivers                                  |        | 5:34  |
| 11. | The Goddess                                     |        | 3:16  |
| 12. | Mantra                                          |        | 6:49  |
| 13. | Let the Magic Talk (titre bonus album digipack) |        | 5:48  |

## Musiciens

### Spiritual Beggars
- Michael Amott: guitare rythmique et solo
- Christian "Spice" Sjöstrand : chant, basse
- Ludwig Witt: batterie, percussions
- Per Wiberg: claviers, mellotron, harmonica, chœurs

### Musiciens additionnels
- Fredrik Nordström: synthétiseur sur Let the Magic Talk
- Christopher Amott: guitare slide sur On Dark Rivers'
- Camilla Henningson: chœurs sur Left Brain Ambassadors

## Chart
| Pays                          | Durée du classement | Meilleur classement |               |
| ----------------------------- | ------------------- | ------------------- | ------------- |
| Allemagne (GfK Entertainment) | 1 semaine           | 76e                 | 17 avril 2000 |